# NGC 3467
NGC 3467 је лентикуларна галаксија у сазвежђу Лав која се налази на NGC листи објеката дубоког неба.
Деклинација објекта је + 9° 45' 32" а ректасцензија 10h 56m 44,1s. Привидна величина (магнитуда) објекта NGC 3467 износи 13,4 а фотографска магнитуда 14,4. NGC 3467 је још познат и под ознакама UGC 6045, MCG 2-28-30, CGCG 66-67, PGC 32903.